# Kiyomi
Hybride
Parent  A  de l'hybridation 
   'Citrus unshiu'  
×

Parent  B  de l'hybridation 
   '(C. sinensis)'  
Classification phylogénétique
Kiyomi du japonais 清見 (きよみ) (kiyomi) est un agrume japonais produit par hybridation entre une mandarine satsuma Miyagawa Wase, (C. reticulata) et d'une orange ‘Trovita’ (C. sinensis ‘Osbeck’). Il fait partie du groupe des agrumes spécifiques du Japon.

## Dénomination
Cette variété a été le premier tangor créé au Japon en 1949. Son nom provient de la contraction des noms du temple 清見寺 (Kiyomidera) Seiken-ji et du lagon 清見潟 (Kiyomi kata) Kiyomigata proches de l'endroit où il a été obtenu (Préfecture de Shizuoka) en 1979. Il est référencé « Tangor Nōrin No.1 », non protégé, puisqu'il est historiquement le premier tangor japonais.

## Description
Le fruit de taille moyenne, aplati, pèse aux alentours de 200 g. Sa peau est jaune-orangé à maturité, moyennement lisse. Elle une épaisseur de 3 à 4 mm.
La pulpe est orange, tendre et juteuse, les segments séparés par une peau fine. La saveur du jus est vive et ressemble à celle de l'orange. Il est plus facile à peler que l'orange douce sans être aussi facile qu'une à Satsuma, son arôme est plus marqué que la Satsuma. Les kiyomi sont doux. Le taux de sucre est habituellement de 11 à 12 °Brix et atteint même 13 à 4 °Brix  dans de bonnes conditions. L'acide citrique est autour de 1 à 4 %.
La fleur possède des anthères avortées, et le fruit de par sa parthénocarpie n'a pas de pépins. Il est tardif: récolte de mars à mai. Le goût est similaire au mikan, tandis que l'arôme est similaire à celui d'une orange.
C'est une plante plutôt résistante au froid, à l'instar des mandariniers. Elle est assez productive, bien que sujette à l'alternance biennale.

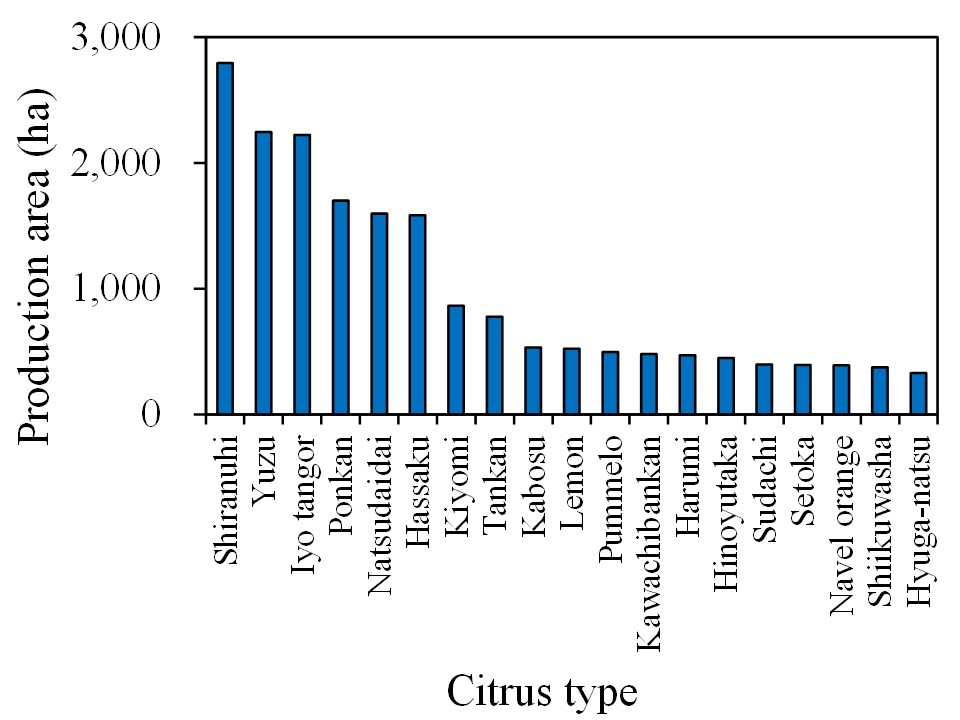
En 2017 Kyomi était encore le 7éme agrume cultivé au Japon

### Culture
La production était en 2017 de 1 000 t principalement à Ehime (40 %) et Wakayama (37 %).

## Descendance
C'est un agrume monogerme, et est donc souvent utilisé comme plante femelle pour produire de nouveaux hybrides dont T. Shimuzu dresse un schéma en 2022.

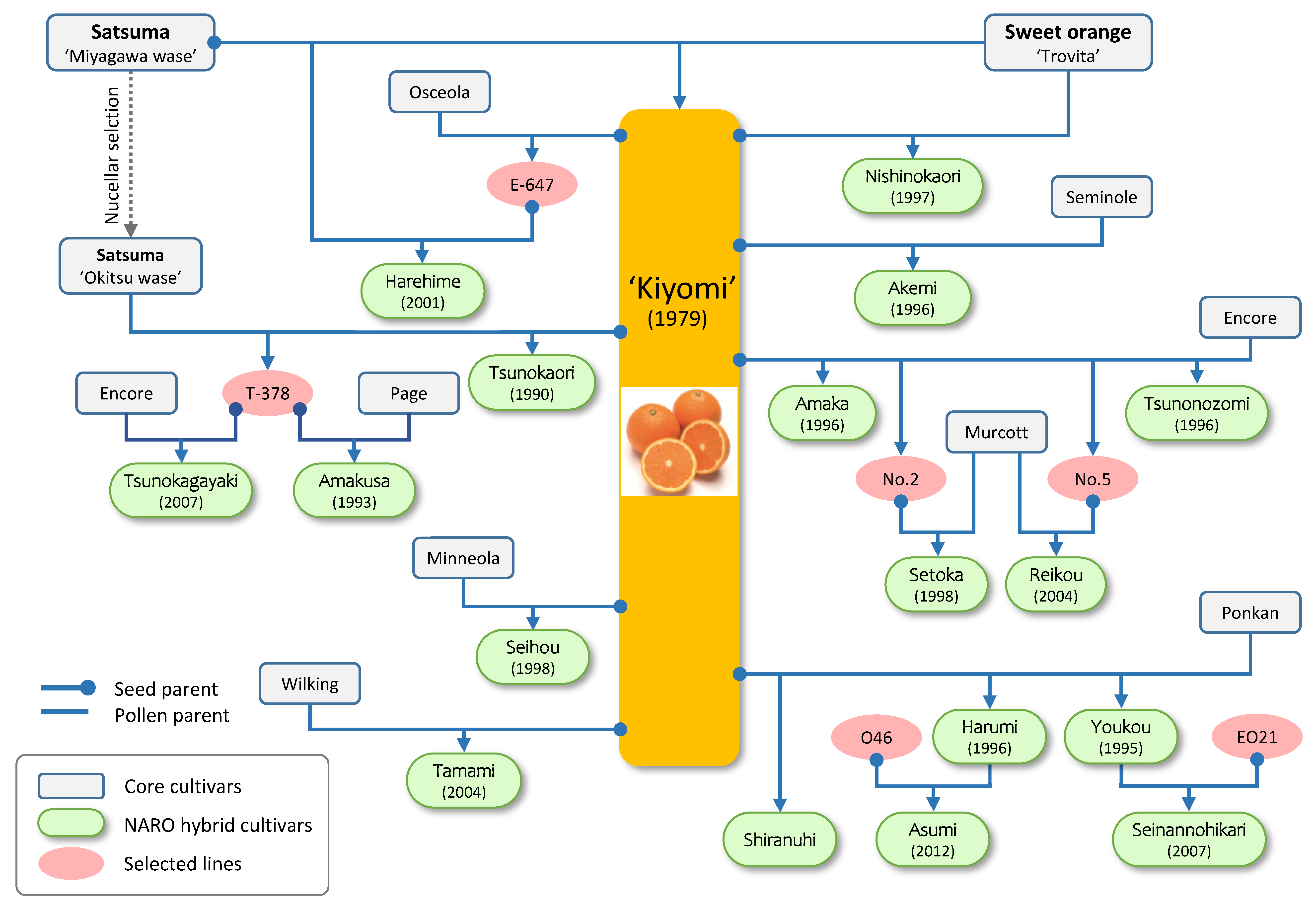
Généalogie de Kiyomi par T. Shimizu

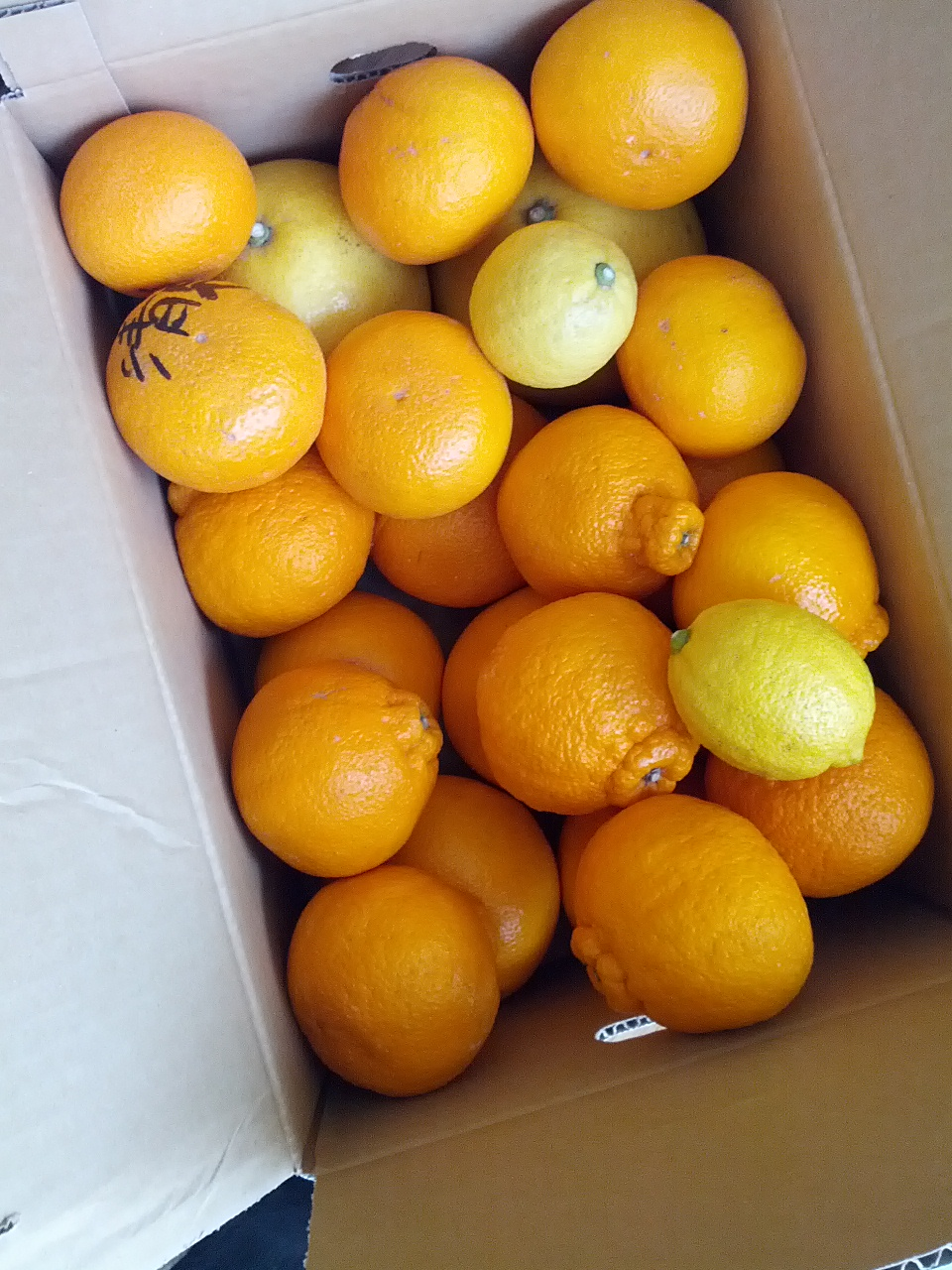
Kiyomi et sa descendance

Kiyomi (1979) est à l'origine avec des satsumas, des oranges, 'Seminole', Minneola, 'Viking' de 10 cultivars hybrides ('Seihou' (1988), 'Tsunokaori' (1990), 'Youkou' (1995), 'Harumi', 'Akemi', 'Amaka' (le 3 en 1996), 'Nishinokaori' (1997), 'Tamami' (2004), 'Tsunonozomi' (2011) et 'Shiranuhi'), et avec les tangors Encore et la mandarine Ponkan de 7 cultivars ('Amakusa', 'Setoka' (1998), 'Harehime' (2001), 'Reikō' (2004), 'Setomi' (2006), 'Tsunokagayaki' (2008) et 'Asumi' (2013)).